# Charles Paul Landon
Charles Paul Landon (Nonant-le-Pin, 1760 — Paris, 5 de março de 1826) foi um pintor francês e escritor popular sobre arte e artistas.

## Carreira
Landon ingressou no estúdio de Jean-Baptiste Regnault, onde cultivou uma forte amizade com Robert Lefèvre, e ganhou o primeiro prêmio da Academia em 1792, por estudo na Academia Francesa em Roma. Após sua volta da Itália, abandonou a pintura e voltou a escrever, se bem que ele começou a exibir em 1795, e continuou a fazer isto em intervalos variados até 1814. Um retrato daquele período foi introduzido em 2003 no Musée de Beaux-Arts, Grenoble.

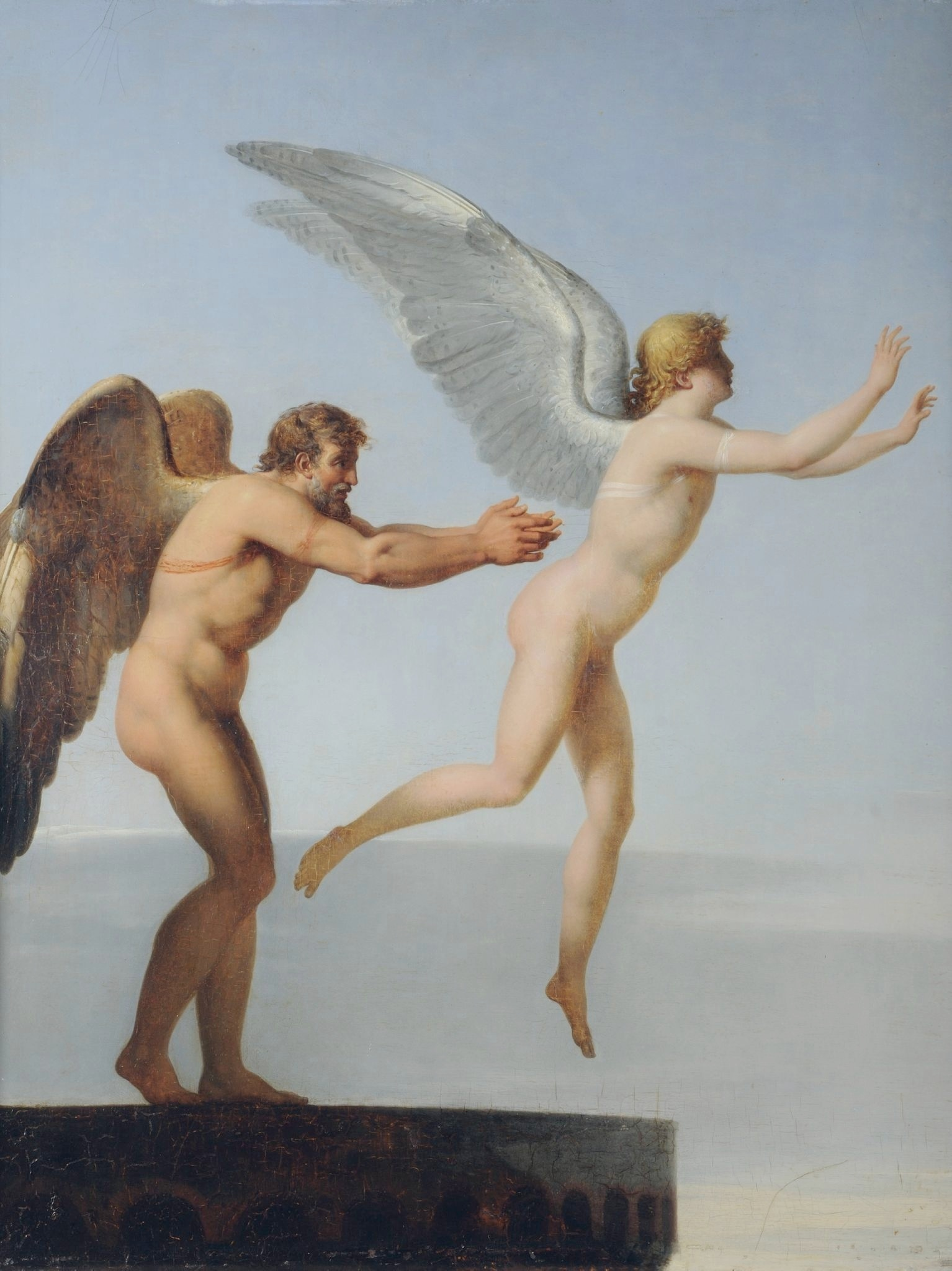
Dédalo e Ícaro de Landon, (1799) óleo sobre lona. (Musée des Beaux-Arts et de la Dentelle, Alençon)

- Sua Lêda ganhou um prêmio de mérito em 1801, e está hoje no Louvre;
- Sua Lição da Mãe foi a razão de uma rebelião popular;
- Banho de Paulo e Virgínia (uma ilustração da novela popular de Chateaubriand), outro motivo de rebelião, seu Sono de Aquiles e Dédalo e Ícaro (1799, ilustração à direita) estão todos no Musée des Beaux-Arts et de la Dentelle, Alençon.

Ele publicou cerca de cem volumes durante sua vida. Ele foi também co-proprietário da Gazette de France, onde as estendidas contas dos anuais Salões de Paris foram publicadas. Landon foi um conservador das pinturas no Louvre, um membro correspondente do Instituto e pintor para Charles Ferdinand, duque de Berry.
Landon também publicou:
- Vie et oeuvres des peintres les plus célèbres de toutes les écoles… ("Vidas de Pintores Celebrados"), em 22 volumes;
- Uma Descrição Histórica de Paris, 2 volumes;
- Descrição de Londres, com 42 coleções.

Também produziu descrições do Palais du Luxembourg. Landon morreu em Paris em 1826.